# Chamalychaeus miyazakii
Chamalychaeus miyazakii е вид охлюв от семейство Cyclophoridae.

## Разпространение
Видът е разпространен в Япония.